# Eunicea gracilis
Eunicea gracilis är en korallart som beskrevs av Achille Valenciennes 1855. Eunicea gracilis ingår i släktet Eunicea och familjen Plexauridae. Inga underarter finns listade i Catalogue of Life.